# جاده آسفالت دوطرفه
جادهٔ آسفالت دوطرفه (انگلیسی: Two-Lane Blacktop) یک فیلم جاده‌ای درام به کارگردانی مونتی هلمن محصول سال ۱۹۷۱ است. از بازیگران آن می‌توان به جیمز تیلور، وارن اوتس، لوری برد، دنیس ویلسون و هری دین استنتون اشاره کرد.
فیلم اگرچه فروش خوبی در اکران نداشت اما از کالت‌های کلاسیک پادفرهنگ دهه ۱۹۶۰ به‌شمار می‌رود. کتابخانه کنگره در سال ۲۰۱۲ فیلم را واجد ارزش‌های تاریخی، فرهنگی یا هنری تشخیص داد و برای محافظت به فهرست ملی ثبت فیلم افزود.